# Oxyurella longicaudis
Oxyurella longicaudis är en kräftdjursart som först beskrevs av Birge 1910.  Oxyurella longicaudis ingår i släktet Oxyurella och familjen Chydoridae. Inga underarter finns listade i Catalogue of Life.